# Valeriana polemoniifolia
Valeriana polemoniifolia är en kaprifolväxtart som beskrevs av Rodolfo Amando Philippi. Valeriana polemoniifolia ingår i släktet vänderötter, och familjen kaprifolväxter. Inga underarter finns listade i Catalogue of Life.